# Knaphoscheid
Knaphoscheid (lb. Knapphouschent) – wieś (Uertschaft) w północnym Luksemburgu, w kantonie Wiltz, w gminie Wiltz. Do 3 października 2015 miejscowość leżała w dystrykcie Diekirch, a do 31 grudnia 2014 należała do gminy Eschweiler. Liczy 313 mieszkańców (31 grudnia 2022).